# Pordenone (malíř)
Giovanni Antonio de' Sacchis (1483 nebo 1484 Corticelli u Pordenone – 13. nebo 14. ledna 1539 Ferrara), znám i pod jmény Il Pordenone nebo de Corticelli, byl italský malíř působící v období končící vrcholné renesance a počínajícího manýrismu. Vynikl jako malíř velkoplošných fresek a oltářních obrazů. Původně ovlivněný benátskou malbou, ale po návštěvě Říma i stylem odvozeným od Raffaelových a Michelangelových fresek. Nakonec ho silně ovlivnil Giulio Romano. Giovanni Antonio byl významným představitelem benátského manýrismu 16. století.

## Životopisná data a malířská tvorba
Giovanni Antonio de' Sacchis se narodil ve vesnici Corticelli u Pordenone nedaleko Benátek. Jeho otec se jmenoval Angelo da Brescia (nebo de Corticelle) a malířovou matkou byla paní Maddalena. Otec byl zednickým mistrem, takže malý Giovanni Antonio začal malovat jako samouk. Později se stal žákem furlanského (friulského) malíře Gianfrancesca da Tolmezzo a nakonec pracoval jako pomocník Pellegrina da San Daniele (1467–1547), kterého v roce 1508 doprovázel do Ferrary. První doložitelná zmínka o malíři pochází z roku 1504 a je to smlouva týkající se věna paní Anastasie, dcery mistra Stefana di Giamoso. Tento dokument současně dokládá, že Giovanni Antonio de' Sacchis v té době již dokončil svá učňovská léta. Jeho prvním známým dílem je freskový triptych ve farním kostele Santo Stefano ve Valerianu. Další Pordenonovy práce z prvního desetiletí 16. století svědčí o tom, že jeho malířský styl byl pro strnulost zobrazených postav blízký malířům muránské malířské školy, jmenovitě stylu Alvise Vivariniho (1450–1504). V jeho portrétech je patrná znalost obdobných obrazů Giorgioneho (1477–1510) a Lorenza Lotta (1480–1556). V květnu 1513 se v rodném Pordenone Giovanni Antonio de' Sacchis znovu oženil s Elisabettou de´Quagliati. Koncem téhož roku podepsal smlouvu na freskovou výzdobu katedrály v Pordenone s dominující malbou známou jako Madona della Misericordia se sv. Kryštofem a sv. Josefem. V červnu roku 1516 malíř podepsal další smlouvu na fresku s mariánským motivem pro kostel San Lorenzo v Rorai. Asi z téže doby pochází i olejomalba Vzkříšení Lazara, kterou vystavuje Obrazárna Pražského hradu.

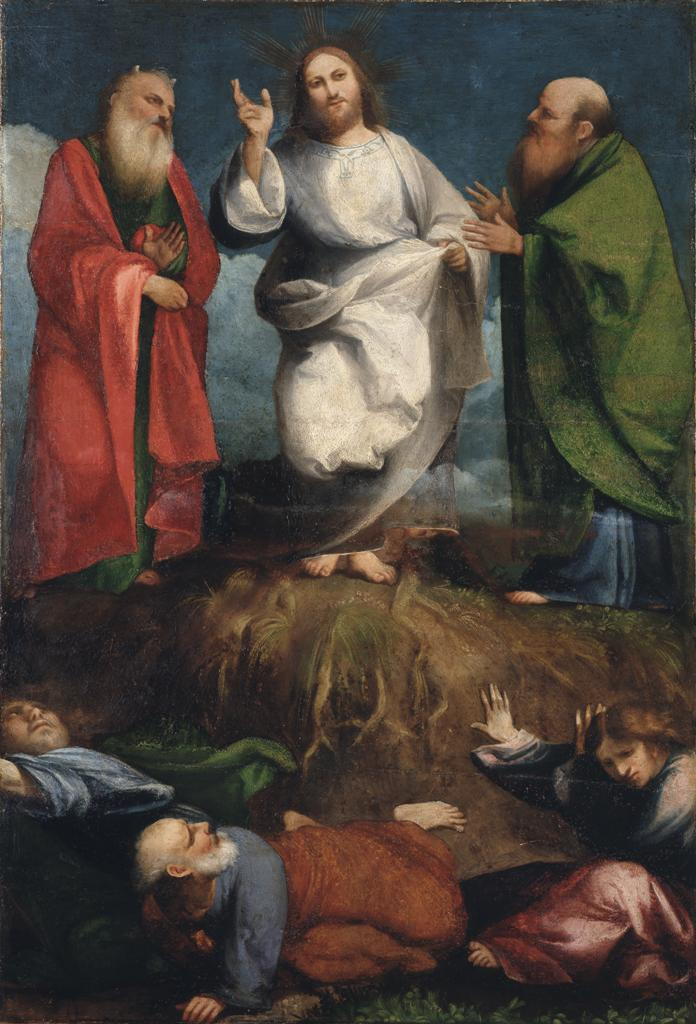
Proměnění Páně (tempera na desce, 1515/16, Pinacoteca di Brera, Milán, Itálie)

Charakter Pordenoneho malby se významně proměnil po předpokládané návštěvě Říma mezi roky 1515 a 1517. V Římě malíře ovlivnily především Michelangelovy fresky na stropě Sixtinské kaple z let 1508–1512. V roce 1516 malíř pracoval na alviánském zámku a v tamním farním kostele. Ještě v tomtéž roce ve farním kostele namaloval fresku zobrazující Madonu s dítětem, papežem sv. Silvestrem, sv. Jeronýmem, dvěma donátory a muzicírujícími anděly. Po návratu do rodného Pordenone dokončil pro tamní Concattedrale di San Marco oltář a obraz nazvaný Madona della Misericordia (1516). Do roku 1516 je datována i freska nazvaná Madona della Loggia v Udine. Plně se římské poučení projevilo krátce před rokem 1520, kdy jeho styl ve freskové malbě překonal ten Tizianův. Dovoluje to srovnání Tizanova Zvěstování, které se nachází ve stejnojmenné kapli zvané též Kaple Malchiostro. Její levou stěnu zdobí Pordenoneho Klanění tří králů (mágů). V konše apsidy této kaple Pordenone namaloval ještě fresku Augustův sen. Do dvou nik v apsidě malíř vyobrazil postavy dvou světců – sv. Pavla a sv Petra. Především freska Klanění tří králů (mágů) se vyznačuje dramatickými pohyby postav a jejich oblečení má široce vlající draperie. Výrazný kontrast světla a stínů dále zvyšuje dramatičnost této scény. Celý cyklus fresek Pordenone namaloval v Kapli Malchiostro treviské katedrály mezi roky 1517 a 1520. Objednávku na tento freskový cyklus u Pordenoneho učinil Broccaro Malchiostro, sekretář treviského biskupa, kterého Lorenzo Lotto zpodobnil na obraze Portrét mladého muže s lucernou.

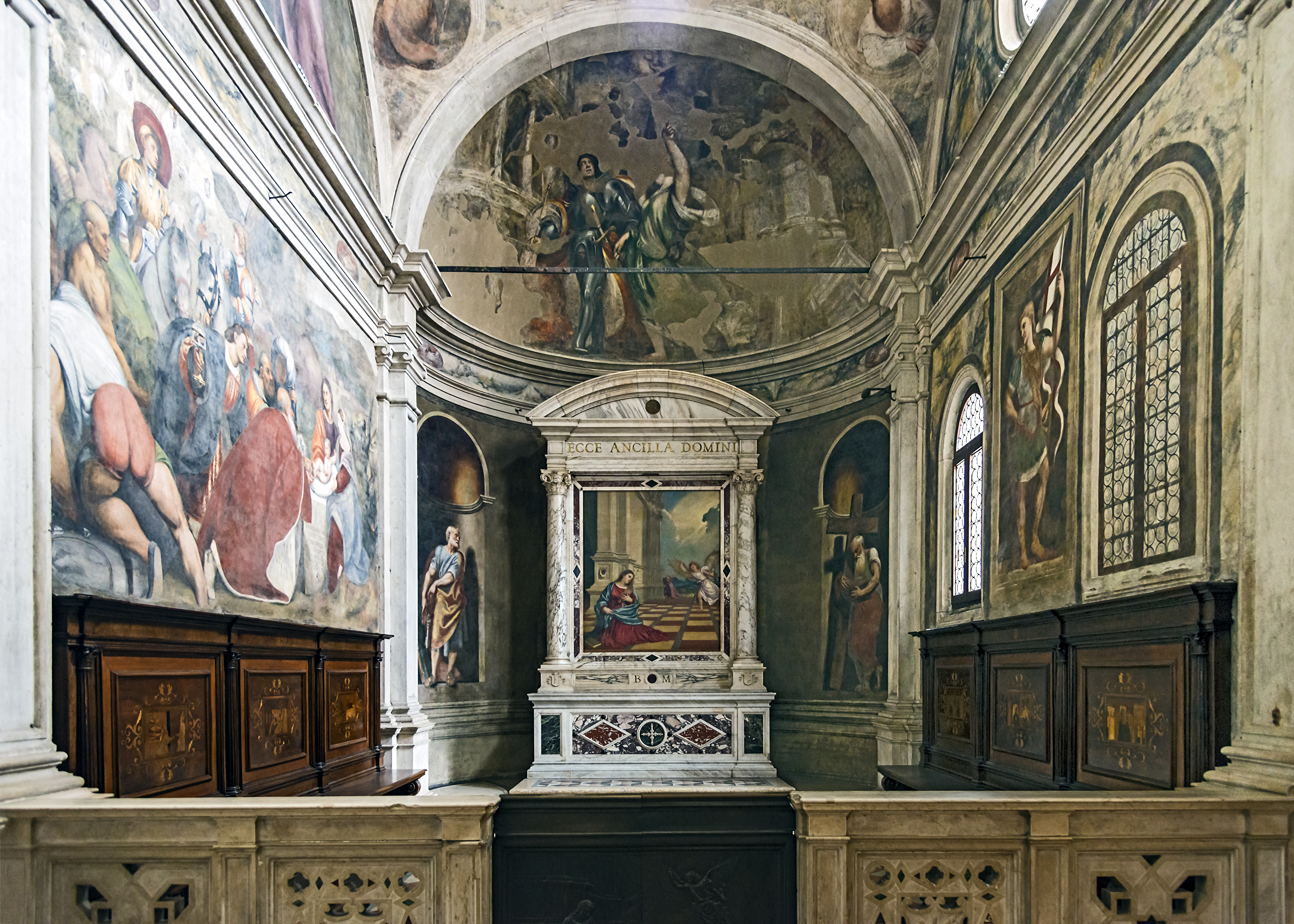
Kaple Zvěstování Panně Marii, zvaná Kaple Malchiostro, katedrála v Trevisu, Itálie)

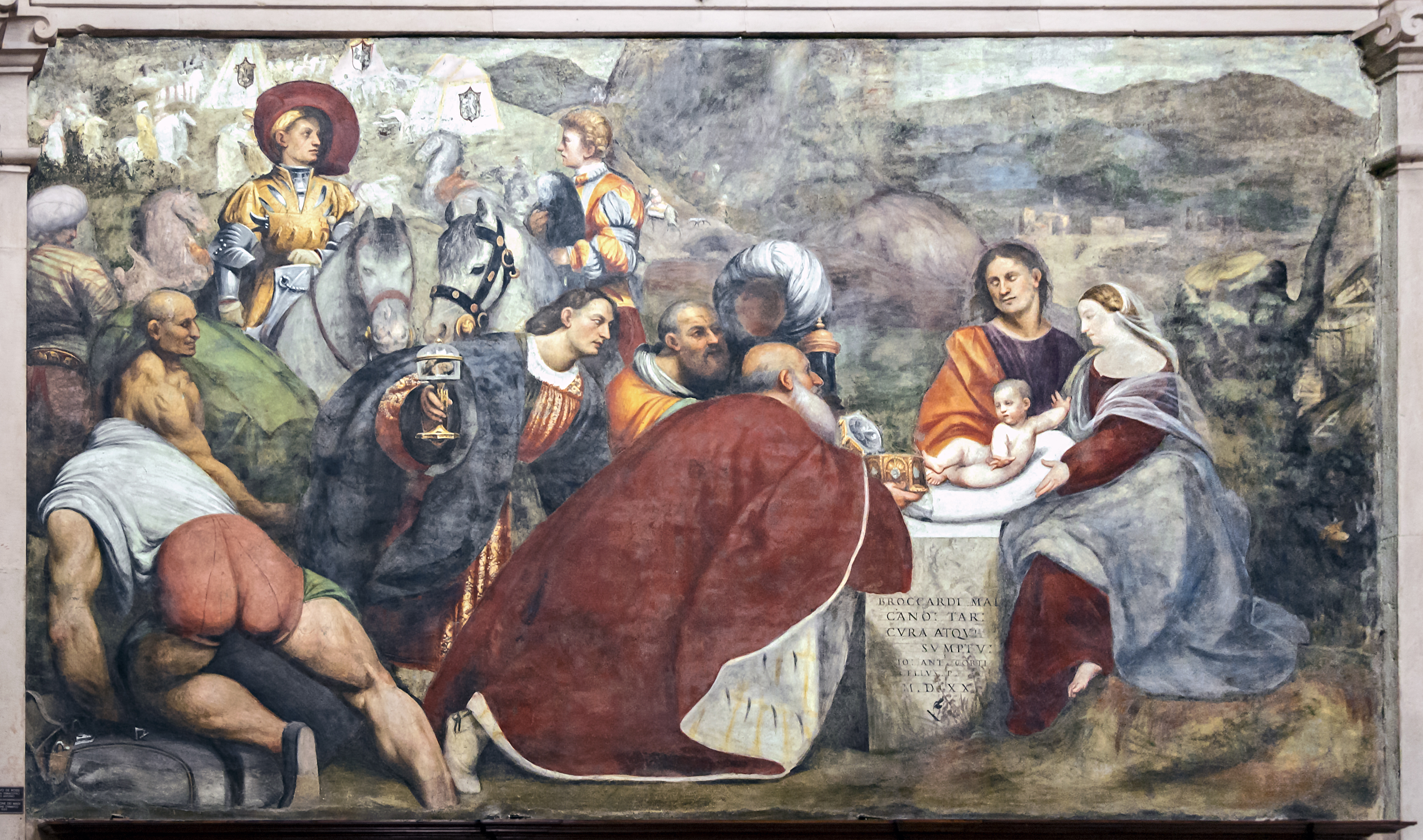
Klanění mágů (1520, kaple Malchiostro, katedrála v Trevisu, Itálie)

Římské poučení se však nejvýznamněji projevilo v realizaci rozsáhlé freskové výzdoby interiéru katedrály Nanebevzetí Panny Marie v Cremoně. Giovanni Antonio de' Sacchis 20. října 1520 podepsal smlouvu týkající se namalování fresek na tři oblouky nacházející se na pravé straně hlavní chrámové lodi. Původní zadání k výzdobě katedrály vzešlo od Bartolomea d´Alviano, velitele benátských vojsk, která obsadila město v roce 1508. Po přijetí přípravných kartonových kreseb malíř na pravé straně chrámové lodi namaloval scény z utrpení Ježíše Krista. Již koncem roku 1520 malíř dokončil na prvním oblouku scény Kristus před Pilátem a Korunování trním. V roce 1521 následovaly zbývající fresky a to Cesta na Golgotu (s přibitím Krista na kříž) a velkolepé zobrazení Ježíšova ukřižování známé pod názvem Golgota. Freska Golgota byla namalována na ploše 9,2 × 12,0 metrů, což dokládá, že se jednalo o největší freskovou scénu té doby v severní Itálii. Změna malířova stylu byla nejvíce patrná právě na této fresce. Freska z let 1520 a 1521 znázorňuje až divadelním způsobem, ale s velkou emoční expresivitou Ježíšovo ukřižování. Celá kompozice překvapí tím, že umísťuje pootočený kříž s tělem Krista napravo od středu fresky. Do středu fresky malíř umístil vojáka v brnění, který drží velký meč. Další významnou postavou je voják na vzpínajícím se koni, před kterým utíká malý chlapec pryč ze scény. Celá freska vyjadřuje zděšení a nastalý chaos postihující účastníky této události. Poslední freska zobrazující Oplakávání Krista má již opět zklidňující charakter renesanční fresky.

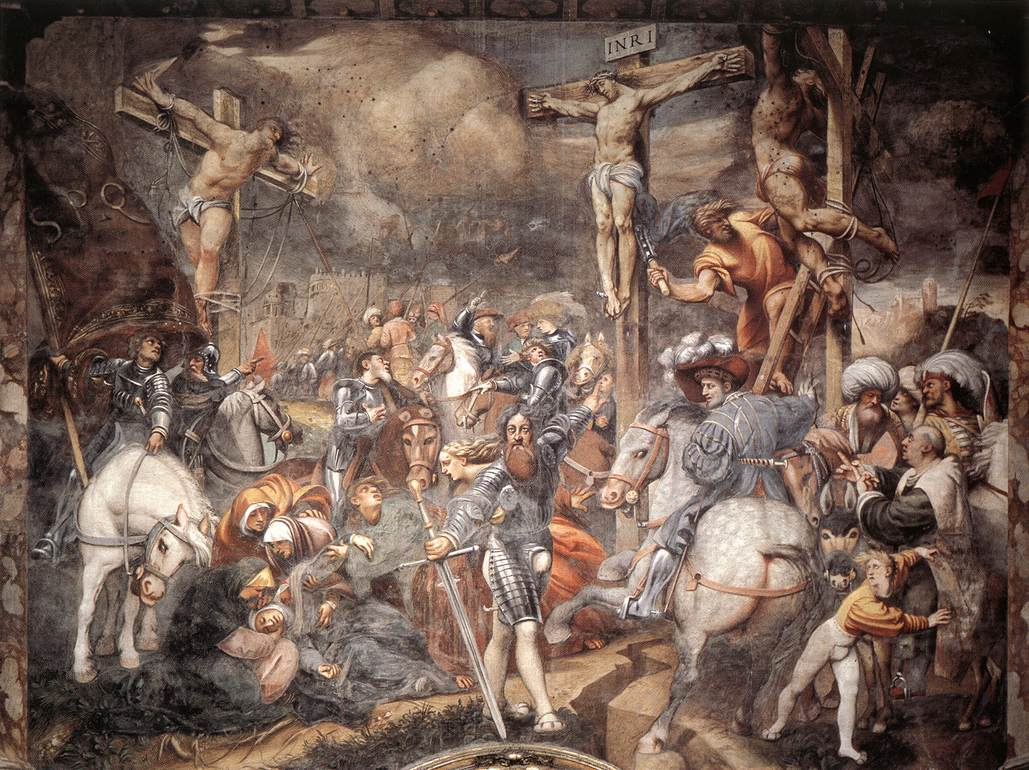
Ukřižování Krista (1521, katedrála Nanebevzetí Panny Marie, Cremona, Itálie)

V roce 1522 se Pordenone vrátil z oblasti Emilia Romagna do Furlanska, kde pro města v okolí Pordenone (Valeriano, Pinzano a Treviso) namaloval několik menších děl se světskou i náboženskou tematikou. V letech 1523 a 1524 v kostele ve Spilimbergu vyzdobil prostor nad varhanami výjevy z dětství Ježíše Krista. Současně Giovanni Antonio vyzdobil také křídla skříně kostelních varhan třemi scénami zobrazujícími Nanebevzetí Panny Marie, Obrácení sv. Pavla a Pád Simona Maguseho. Ještě v létě 1524 malíř obdržel platbu za tuto právi.. V letech 1525 a 1526 pracoval na výzdobě kostela Nanebevzetí Panny Marie v Cortemaggiore v provincii Piacenza. V té době začal v malířově dílně pracovat Pomponio Amalteo, který se v roce 1534 oženil s mistrovou dcerou Graziosou. Po mistrově smrti to byl on, kdo domaloval většinu obrazů, které Giovanni Antonio již nestačil dokončit.

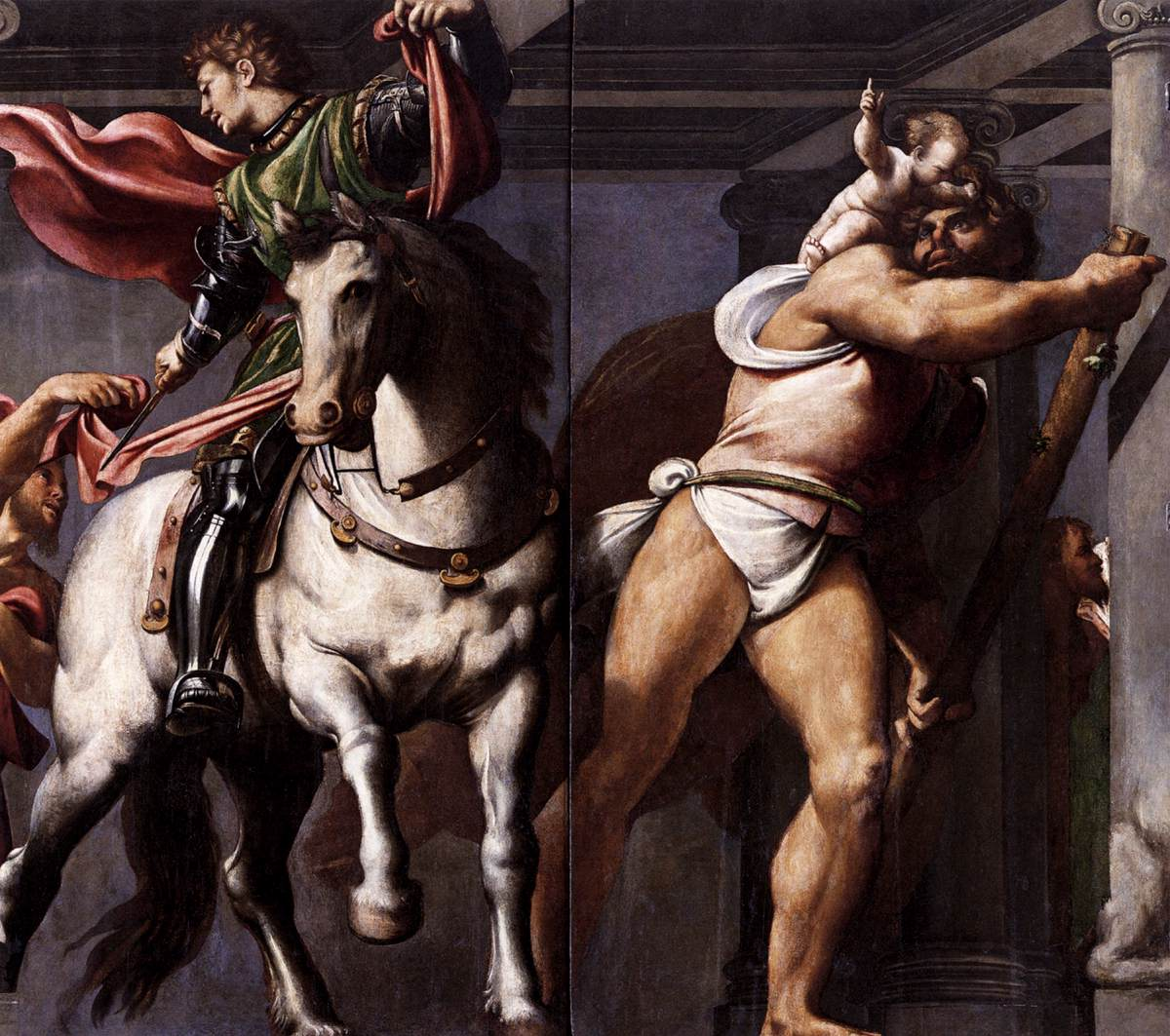
Olejomalba na dřevě Sv. Martin a sv. Kryštof (1528/29, kostel San Rocco, Benátky, Itálie)

V květnu 1528 se Giovannu Antoniovi de' Sacchis konečně podařilo uzavřít smlouvu na dílo určené pro kostel San Rocco v Benátkách. Freskovou výzdobu dokončil v následujícím roce. Vedle dnes již nedochovaných fresek malíř namaloval i olejomalbu na dřevěných deskách, které byly původně dveřmi skříně pro milodary. Malba se dnes nazývá podle vyobrazených postav jako Sv. Martin a Sv. Kryštof. Současně se v roce 1530 nechal zapsat do benátského malířského cechu zvaného Fraglia. V letech 1530 až 1532 pokračoval v práci na výzdobě františkánského kostela v Cortemaggiore a v kostele Santa Maria di Campagna v Piacenze. První část prací v Piacenze zahrnovala výzdobu lucerny a kaple sv. Kateřiny. Práci však nedokončil. Domalbou byl pověřen Bernardino Gatti, zvaný il Soiaro (1495–1576). Pokračoval však ve výzdobě oltářní prostory a kopule kostela prostoře Santa Maria di Campagna. Malíř výzdobu mariánské kaple dokončil ke konci roku 1536. Freska v kopuli svatyně, jež malíři zajistila věhlas v Benátkách, měla již nezakrytě manýristický charakter. Zobrazené postavy měly protáhlou podobu a rafinované pózy.

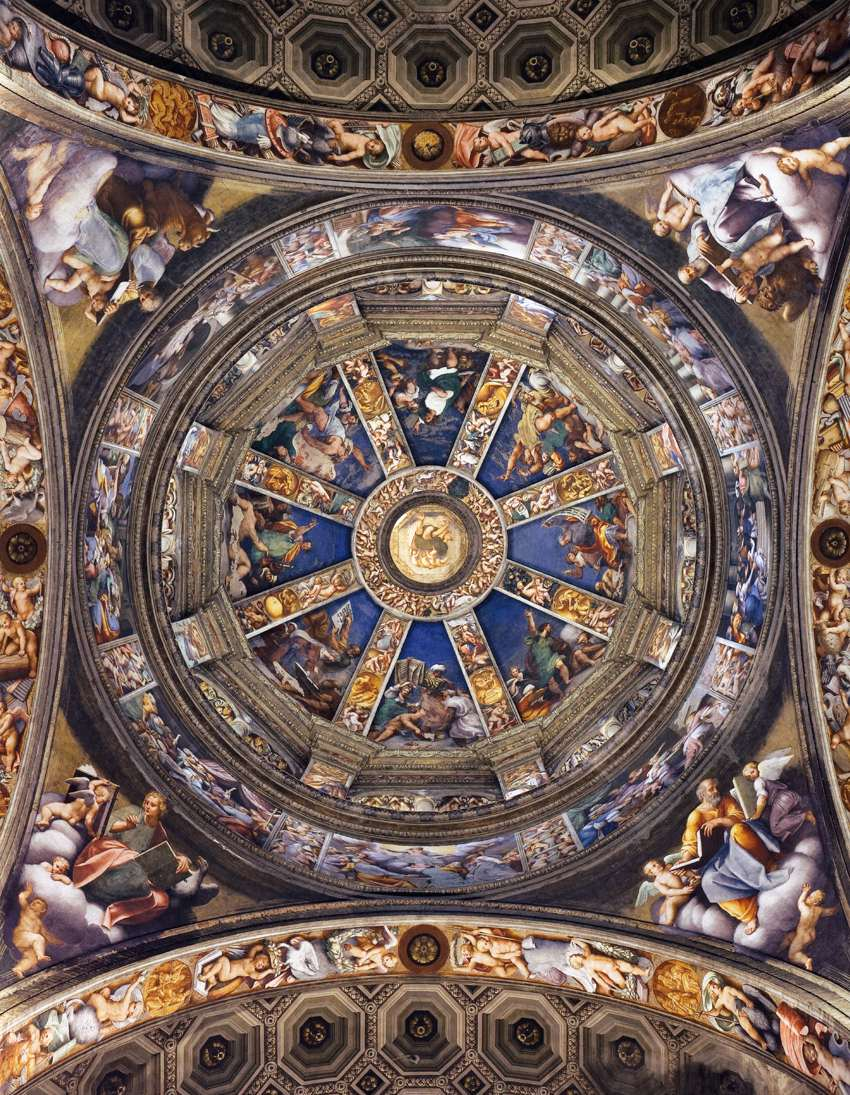
Freska v kostele Santa Maria di Campagna (1530/32, Piacenza, Itálie)

V roce 1533 Giovanni Antonio de' Sacchis obdržel 200 dukátů jako věno od své budoucí třetí manželky Elisabetty Frescoloni. V následujícím roce mu uherský král propůjčil šlechtický titul. Ještě v roce 1534 provedl dekorační práce spojené s freskovou výzdobou Palazzo Tinghi v Udine a v Palazzo Talenti v Benátkách. Do této doby spadá dokončení obrazu Noli me tangere, původně určeného pro kapli Maří Magdaleny v Cividale (dnes Museo del Duomo ve furlanském Cividale). Giovanni Antonio de' Sacchis také provedl freskovou výzdobu jižní strany Palazzo Doria ve Fassolo poblíž Janova. V druhé polovině 30. let 16. století Giovanni Antonio de' Sacchis vytvořil několik významných maleb pro různé benátské instituce. Pro Scuola San Francesco de Frari to byly stropní malby v prostorách školy, dále oltář se sv. Rochem, sv. Šebestiánem a sv. Kateřinou nebo fresky v kopuli a v zevním portiku kostela San Giovanni Elemosinario či několik maleb na mozaikové fasádě baziliky San Marco. V polovině září 1538 napsal ferrarský vévoda Ercole II. d´Este svému vyslanci v Benátkách, aby zajistil pozvání Giovanni Antonia de' Sacchis do Ferrary za účelem zhotovení návrhů pro zhotovení tapisérií s odyseovskou tematikou. Krátce po příjezdu do Ferrary (12. prosince 1538) malíř zde onemocněl a v lednu 1539 zde zemřel. Pohřben byl 14. ledna 1539 ve ferrarském kostele San Paolo.

## Umělecko-historický význam díla Giovanni Antonia de' Sacchis, zv. Il Pordenone
Giovanni Antonio de' Sacchis, zvaný Il Pordenone, byl vynikající benátský malíř působící na přelomu vrcholné renesance a manýrismu. Byl jedním z nemnoha italských malířů, kteří mohli úspěšně soutěžit s Tizianem o malířské zakázky. Hlavní část jeho tvorby představují velkoplošné fresky s postavami v dramatických pozicích, s výrazným barevným a světelným kontrastem. Protože benátské podnebí fresky rychle poškozovalo, většina malířovy tvorby se uskutečnila v oblasti Furlanska, Lombardie, a jen částečně i v Benátkách. Po své smrti však upadal v zapomnění, takže především díky dvěma Vasariho vydáním díla nazvaného Životy nejvýznačnějších malířů, sochařů a architektů zůstal v povědomí umělecké veřejnosti. O jak velkého umělce se jednalo, to ukázala výstava v rodném Pordenone (říjen 2019 až únor 2020), která ukázala na padesát nejvýznamnějších malířových děl pod názvem Renesanční Pordenone.